# Старий Порт Монреаля
Старий порт Монреаля (фр. Vieux-Port de Montréal) - історичний порт Монреаля, Квебек, Канада. Розташований у Старому Монреалі, він тягнеться понад 2 кілометри вздовж річки Св. Лаврентія. Використовується ще з 1611 року, коли французькі торговці хутром використовували його як торговий пост. 
У 1976 р. Порт Монреаля був перенесений на схід до сучасного порту Монреаля в районі Мерсьє – Ошелага-Мезонев . 
Старий порт був переобладнаний на початку 1990-х під керівництвом архітекторів Ауреля Кардинала та Пітера Роуза  Сьогодні це рекреаційно-історична зона, яку щорічно відвідує шість мільйонів туристів. 

## Пам'ятки
Історичний Старий Порт пропонує монреальцям та відвідувачам доступ до найрізноманітніших заходів, включаючи науковий центр Монреалю, з театром IMAX та Монреальською годинниковою вежею. Він включає набережну для прогулянок пішки, їзди на велосипеді, катання на роликах, чотириколісних веломобілях, катамаранах та сегвеях. Він також розташований у східному кінці каналу Ляшін, який був капітально відремонтований як популярне місце для їзди на велосипеді, катання на роликах та водних прогулянок. Культурні заходи включають фестиваль Montréal en lumière, Igloofest та фестиваль Matsuri Japon. 
У червні 2012 року міський пляж під назвою Plage de l'Horloge (Clock Tower Beach) відкрився поруч із годинниковою вежею.  
Старий порт Монреаля змінив назву на Набережні Старого порту Монреаля у 2005 році. Приблизно кожні два роки Цирк Дю Солей запускає нове шоу з набережної Жака Картьє. 
Старий порт був відхилений як запропоноване місце для запуску повітряної гондоли. 
Старий Порт був одним з найвідоміших місць риболовлі у великому Монреалі. Популярне місце на березі для риболовлі - Парк-де-ла-Сіте-дю-Гавр, що забезпечує місце для риболовлі з великим різноманіттям видів риб. Взимку на льоду всередині Старого Порту проводилися заходи з риболовлі. 
Оглядове колесо Ferris de Grande de Montréal відкрилося в Старому Порту в 2017 році. Це найвище оглядове колесо в Канаді. 

## Управління
Старим портом керує корпорація Старий порт Монреаля, дочірня компанія Canada Lands Company. Хоча це дочірнє підприємство Canada Lands, Старий Порт звітує безпосередньо уряду. 

## Зовнішні посилання
- Офіційний вебсайт Old Port